# Базилика Светог Иштвана
Базилика Светог Иштвана (мађ. Szent István-bazilika) католичка је базилика у Будимпешти. Име је добила у част првог краља Угарске Стефана (око 975—1038), чија се десна рука налази у кивоту. Данас је трећа по величини црквена грађевина у Мађарској. Највећа је црква у Будимпешти и налази се на списку места Светске баштине.